# Platysvastra macraspis
Platysvastra macraspis är en biart som beskrevs av Jesus Santiago Moure 1967. Platysvastra macraspis ingår i släktet Platysvastra och familjen långtungebin. Inga underarter finns listade i Catalogue of Life.